# 锡尔弗顿 (科罗拉多州)
锡尔弗顿（英語：Silverton），是美国科罗拉多州圣胡安县下属的一座城市。建市于1885年11月15日，面积大约为0.847平方英里（2.195平方公里）。根据2010年美国人口普查，该市有人口637人。2011年估计该市有人口631人，相比2010年人口增长率为-0.94%。同时，论人口该市是科罗拉多州第181大城市。